# Marcello Urgeghe
Marcello Urgeghe (* 7. Februar 1966 in Rom) ist ein portugiesischer Schauspieler italienischer Abstammung.

## Leben
Marcello Urgeghe wurde in Rom geboren und kam im Alter von drei Monaten nach Lissabon. Seine Mutter Gabriela Cerqueira arbeitete im Filmkollektiv Cinequipa, das nach der Nelkenrevolution 1974 gegründet wurde, und nahm ihren Sohn häufig zu den Filmsets mit. Urgeghe stand als Zwölfjähriger erstmals selbst vor der Kamera, für Fernando Matos Silvas Film O Meu Nome É....
Nach Abitur und Volljährigkeit entschied er sich dann sowohl gegen ein Studium als auch gegen den Schauspielberuf und nahm zahlreiche verschiedene Stellen an, von Hotelkoch bis Bauarbeiter. Anfang der 1980er Jahre stand er erstmals auf einer Theaterbühne, in einem Stück namens Cantos & Lêndeas an der Seite von Luigi Abbondanza und Sara Lima, das auf verschiedenen kleinen Bühnen gastierte. Erstmals als ernstzunehmender Schauspieler sah man ihn 1989, in Mário Felicianos Inszenierung von António Patrícios Stück Dom João e a Máscara im Teatro Politécnica (im Museu Nacional de História Natural).
Aber erst im Jahr 1995 wandte er sich professionell der Schauspielerei zu, in José António Pires' Inszenierung von Gil Vicentes Auto da Barca do Inferno (im kleinen Auditorium des Centro Cultural de Belém) und in António Capelos Inszenierung von Harold Pinters O Monta-cargas (in einem kleinen Raum im Ribeira-Viertel in Porto). Ab 1996 folgten dann zahlreiche Rollen in klassischen und modernen Stücken in einigen der wichtigsten Häusern des Landes, darunter das Teatro da Trindade (1996 in Lewis Carrolls A Caça ao Snark, Regie José António Pires), mehrfach das Teatro Nacional D. Maria II (erstmals 1998 in Luísa Costa Gomes’ O Céu de Sacadura, Regie N. Carinhas), oder auch das Opernhaus Teatro Nacional São João in Porto (1999 in Joseph Haydns Oper Lo speziale, Regie Ana Luísa Guimarães).
Filmrollen übernahm er nahezu durchgehend, zumeist in anspruchsvollen Projekten und Literaturverfilmungen des portugiesischen Kinos, vereinzelt aber auch bei internationalen Produktionen, insbesondere für französische Kino- und Fernsehfilme. Zum Fernsehen fand er erst zögerlich, einfache Fernsehserien und Telenovelas mied er dabei weitgehend.

## Rezeption
Obwohl ihm eine klassische Ausbildung fehlt, gilt er dennoch als renommierter Darsteller, dank seiner Bühnenpräsenz und Ausstrahlung. In Filmen konnte er häufig als schöner, aber leidender Liebender überzeugen.
Urgeghe war mehrmals für portugiesische Filmpreise nominiert und wurde zuletzt von der SPA für seine Rolle in Mário Barrosos Drama Ordem Moral (2020) ausgezeichnet. Die CinEuphoria Awards gewann er für seine Rollen in João Canijos prämiertem Film Sangue do Meu Sangue (2011) und in João Botelhos Literaturverfilmung Os Maias: Cenas da Vida Romântica (2014).

## Filmografie
- 1978: O Meu Nome É...; R: Fernando Matos Silva
- 1981: Dina e Django; R: Solveig Nordlund
- 1987: Repórter X; R: José Nascimento
- 1987: O Bobo; R: José Álvaro Morais
- 1989: Onde Bate o Sol; R: Joaquim Pinto
- 1989: Mar à Vista; R: José Nascimento
- 1990: O Processo do Rei; R: João Mário Grilo
- 1990: 1871; R: Ken McMullen
- 1991: Am Ende einer Kindheit (A Idade Maior); R: Teresa Villaverde
- 1991: Perdidos e Achados (Fernsehfilm); R: Pedro M. Ruivo
- 1991: Nuvem; R: Ana Luísa Guimarães
- 1991: Retrato de Família; R: Luís Galvão Teles
- 1992: La gamine; R: Hervé Palud
- 1992: Feu Adrien Muset (Fernsehfilm); R: Jacques Besnard
- 1993: Zéfiro; R: José Álvaro Morais
- 1994: Geschwister (Três Irmãos); R: Teresa Villaverde
- 1995: Paraíso Perdido; R: Alberto Seixas Santos
- 1996: Contos da Rua (Kurzfilm); R: José Abreu
- 1999: Cães Sem Coleira; R: Rosa Coutinho Cabral
- 1999: Golpe de Asa (Kurzfilm); R: António Borges Correia
- 1999: A Hora da Liberdade (Fernseh-Dreiteiler); R: Joana Pontes
- 2000: Nelken für die Freiheit (Capitães de Abril); R: Maria de Medeiros
- 2000: Peixe Lua; R: José Álvaro Morais
- 2000: As Terças da Bailarina Gorda (Kurzfilm); R: Jeanne Waltz
- 2002: Os dias Antes (Kurzfilm); R: Carlos Braga
- 2004: Es war einmal in Afrika (A Costa dos Murmúrios); R: Margarida Cardoso
- 2004: Les jumeaux oubliés (Fernsehfilm); R: Jérôme Cornuau
- 2004: W (Kurzfilm); R: Paulo Belém
- 2005: Lastro (Kurzfilm); R: Carlos Braga
- 2005: Un jeu dangereux (Fernsehfilm); R: Patrick Dewolf
- 2006: Quando os Lobos Uivam (Fernsehserie)
- 2006: Parte de Mim (Kurzfilm); R: Margarida Leitão
- 2006: Dispersão (Kurzfilm); R: João Constâncio
- 2007: The Lovebirds; R: Bruno de Almeida
- 2007: Daqui P'ra Frente; R: Catarina Ruivo
- 2007: Julgamento; R: Leonel Vieira
- 2008: O Dia do Regicídio (Fernseh-Mehrteiler); R: Fernando Vendrell
- 2008: Oberfläche (Superfície) (Kurzfilm); R: Rui Xavier
- 2008: A Corte do Norte; R: João Botelho
- 2008: Aljubarrota; R: Margarida Cardoso
- 2009: Duas Mulheres; R: João Mário Grilo
- 2010: Die Geheimnisse von Lissabon (Mistérios de Lisboa); R: Raúl Ruiz (2011 auch Fernseh-Mehrteiler)
- 2010: Filme do Desassossego; R: João Botelho
- 2011: Quinze Pontos na Alma; R: Vicente Alves do Ó
- 2011: Cisne; R: Teresa Villaverde
- 2011: Sangue do Meu Sangue; R: João Canijo
- 2012: Lines of Wellington – Sturm über Portugal (As Linhas de Torres Vedras); R: Valeria Sarmiento (2012 als auch Fernseh-Mehrteiler)
- 2012: O Grande Kilapy; R: Zézé Gamboa
- 2012: Operação Outono; R: Bruno de Almeida
- 2012: The Lecture (Kurzfilm); R: Bruno de Almeida
- 2012: Em Segunda Mão; R: Catarina Ruivo
- 2013: Maison close (Fernsehserie, drei Folgen)
- 2013: Cadences obstinées; R: Fanny Ardant
- 2014: Os Maias: Cenas da Vida Romântica; R: João Botelho (2015 auch Fernseh-Dreiteiler)
- 2015: The Secret Agent; R: Stan Douglas
- 2015: Tales from the Circus (Kurzfilm); R: Teresa Ramos
- 2016: Terapia (Fernsehserie, eine Folge)
- 2016: Aqui Tão Longe (Fernsehserie, zwei Folgen)
- 2016: O Cinema, Manoel de Oliveira e Eu (Dokumentarfilm); R: João Botelho
- 2016: Pedro (Kurzfilm); R: Marco Leão, André Santos
- 2016: Os Boys (Fernsehserie, eine Folge)
- 2017: Colo; R: Teresa Villaverde
- 2017: Mariphasa; R: Sandro Aguilar
- 2017: Peregrinação; R: João Botelho
- 2018: Ruth; R: António Pinhão Botelho (2019 auch Fernseh-Mehrteiler)
- 2018: O Passageiro (Dokumentarfilm, Kurzfilm); R: Luís Alves de Matos
- 2018: Mar; R: Margarida Gil
- 2018: Die Portugiesin (A Portuguesa); R: Rita Azevedo Gomes
- 2018: Alma e Coração (Fernsehserie)
- 2018: O que a noite rouba ao dia; R: Paulo B. Menezes
- 2019: Land im Sturm (A Herdade); R: Tiago Guedes (2020 auch Fernseh-Dreiteiler)
- 2019–2020: Conta-me Como Foi (Fernsehserie)
- 2020: Ordem Moral; R: Mário Barroso (2021 auch Fernseh-Dreiteiler)
- 2021: Glória (Fernsehserie)
- 2022: Um Filme em Forma de Assim; R: João Botelho
- 2022: O Teu Peso em Ouro (Kurzfilm); R: Sandro Aguilar
- 2022: 1936 - O Ano da Morte de Ricardo Reis (Fernseh-Mehrteiler)